# جون مكاي (سياسي كندي)
جون مكاي هو سياسي كندي، ولد في 8 يونيو 1948 في كندا. انتخب عضو الجمعية التشريعية لنيو برونزويك ‏ وانتخب Speaker of the Legislative Assembly of New Brunswick ‏ (1998 – 1999).